# فونا ناکایاما
فونا ناکایاما (انگلیسی: Funa Nakayama؛ زادهٔ ۱۷ ژوئن ۲۰۰۵) اسکیت‌بردباز اهل ژاپن است..
وی در مسابقات کشوری و بین‌المللی در مجموع برندهٔ ۱ مدال برنز شده‌است.